# Источники предпринимательского права
Источник предпринимательского права - основа (фактор) формирования, выражения и закрепления норм права, регулирующих три группы общественных отношений:
- отношений, связанных с осуществлением предпринимательской и иной экономической деятельности хозяйствующими субъектами, включая предпринимательскую деятельность коммерческих организаций и индивидуальных предпринимателей, а также приносящую доход деятельность некоммерческих организаций (например, публично-правовых компаний, государственных корпораций, государственных компаний);
- отношений, связанных с регулированием порядка осуществления экономической деятельности;
- внутрихозяйственные отношения[1][2].

Форма предпринимательского права - способ внутренней организации и внешнего выражения (закрепления) норм, регулирующих предпринимательские отношения, в виде нормативного правового акта (закона или подзаконного акта), нормативного договора, локального нормативного акта, правового обычая и судебной практики.

## Этапы развития источников предпринимательского права
1. досоветский  - торговое право (X век – 1917 г.);
2. советский - хозяйственное право (1917 г. – конец 80-х гг. XX века);
3. постсоветский - предпринимательское право (начало 90-х гг. XX века – н.в.).

## Система источников предпринимательского права
Система источников включает в себя нормы регулирования предпринимательской и иной экономической деятельности, образующие предпринимательско-правовой режим осуществления данной деятельности – совокупность норм предпринимательского права (элементов системы), согласованных и связанных между собой единством предмета правового регулирования, а также основанных на сочетании частно-правовых и публично-правовых начал регулирования предпринимательских отношений.

## Классификация источников

### по территории (дислокации) действия
- локальные,
- муниципальные,
- региональные,
- межрегиональные,
- федеральные,
- применяемые на территории зарубежных стран.

### по адресату (по субъектам предпринимательского права)
- физические лица (в том числе члены корпорации),
- индивидуальные предприниматели,
- организации (юридические лица),
- предпринимательские объединения (холдинги, простые товарищества и др.),
- публично-правовые образования (государство, субъекты РФ и муниципалитеты).

### по направлениям экономической деятельности
- промышленная (реальный сектор),
- финансовая,
- инновационная,
- торговая и иные.

### по экономическому сектору регулирования
- государственный,
- частный,
- смешанный.

## Система и структура источников предпринимательского права

### Общая часть
Общая часть включает в себя, помимо вопросов:
1. общие положения о субъектах экономической деятельности;
2. формы предпринимательства (индивидуальная и коллективная;
3. государственно-частное партнерство и др.) и требования, предъявляемые к экономической деятельности;
4. правовой режим имущества субъектов экономической деятельности;
5. приватизация государственных и муниципальных предприятий;
6. ответственность в предпринимательских отношениях;
7. расчеты в предпринимательской деятельности;
8. формы правового регулирования экономической деятельности: государственное регулирование (антимонопольное, техническое, валютное, тарифное, ценовое и т.д.) и саморегулирование;
9. государственная поддержка предпринимательства (малый и средний бизнес, гарантии и льготы в предпринимательской деятельности и т.д.);
10. особые экономические зоны и зоны территориального развития;
11. правовые основы учета и отчетности результатов экономической деятельности (порядок, принципы и форма ведения бухгалтерского и налогового учета и отчетности);
12. организация правовой работы у субъекта предпринимательства;
13. предпринимательско-правовые обязательства (в том числе о предпринимательские договоры).

### Особенная часть
Особенная часть регулирует отдельные сферы экономической деятельности с учетом правового положения участника рынка и режима осуществления им экономической деятельности:
1. деятельность в области промышленного производства (добыча полезных ископаемых, обрабатывающее производство, обеспечение электрической энергией, газом и паром, кондиционирование воздуха, водоснабжение, водоотведение, организация сбора и утилизации отходов, а также ликвидация загрязнений),
2. инвестиционная,
3. строительная,
4. инновационная,
5. транспортная,
6. финансовая (в том числе кредитная),
7. внешнеэкономическая,
8. торговая,
9. сельскохозяйственная,
10. аудиторская,
11. оценочная,
12. деятельность в области связи, автомобиле- и судостроения, в иных сферах экономики,
13. правовые режимы осуществления отдельных видов экономической деятельности.

## Отдельные формы источников предпринимательского права

### Нормы международного права
- Общепризнанные принципы и нормы международного права (принцип свободы договора, принцип эстоппель, международно-торговые нормы о свободе передвижения товаров и свобода конкуренции, признании прекратившим существование отделения (филиала, представительства) корпорации в стране в случае прекращения деятельности корпорации в стране ее места регистрации (инкорпорации) и др.)[7][8][9].
- Международные договоры, устанавливающие нормы предпринимательского права в России (например, Всеобщая декларация прав человека, Конвенции о договоре международной дорожной перевозки грузов, Международной конвенции об унификации некоторых правил о коносаменте, Конвенции о международных автомобильных перевозках пассажиров и багажа, Договор о Евразийском экономическом союзе  и др.)[10][11][12][13].
- Международные обычаи в предпринимательстве (Международные правила толкования торговых терминов «Инкотермс 2010», Унифицированные правила по инкассо, Унифицированные правила и обычаи для документарных аккредитивов (UCP 600), Унифицированные правила для межбанковского рамбурсирования по документарным аккредитивам URR, Унифицированные правила поведения для обмена торговыми данными по телесвязи (ЮНСИД/UNCID) и др.)[14][15][16].

### Нормативные правовые акты
- Конституция РФ, конституции (уставы) субъектов РФ[17][18][19];
- Законы РФ о поправках в Конституцию РФ, федеральные конституционные законы, федеральные законы, законы субъектов РФ[20][21][22];
- Подзаконные акты федерального уровня (акты, принятые во исполнение положений законов; акты, принимаемые государственными органами в рамках своей компетенции – дискреционные полномочия);
- Нормативные правовые акты субъектов Российской Федерации о предпринимательстве.

### Нормативные договоры в сфере предпринимательства
- международные,
- внутригосударственные,
- административные,
- гражданско-правовые,
- трудовые,
- локальные (корпоративные договоры)[23][24].

### Правовые обычаи
- международные,
- национальные,
- региональные,
- локальные (в т.ч. корпоративные правовые обычаи - корпоративные кодексы)[25][26].

В зависимости от сферы (отрасли) хозяйственной деятельности выделяются: торговые, финансовые, транспортные, портовые (морские, речные), банковские и иные предпринимательские обычаи.
По форме закрепления обычаи могут быть писаными и неписаными (незафиксированными в определенных документах).

### Локальные нормативные акты
- в зависимости от субъектов нормотворчества: принятые собственниками хозяйствующего субъекта (например, высшим органом корпорации – общим собранием участников либо акционеров) или уполномоченными органами (советом директоров, исполнительным органом и др.)[27];
- в зависимости от срока действия выделяются бессрочные и срочные локальные нормативные акты;
- по кругу отношений выделяются: корпоративные (например, положение об исполнительном органе, о ревизионной комиссии), трудовые (например, правила внутреннего трудового распорядка) и иные акты[28].

### Акты органов судебной власти
- акты конституционных и уставных судов (решения, заключения и определения)[29];
- акты высших судов с разъяснениями по вопросам судебной практики (постановления Пленумов, информационные письма, обзоры и т.д.)[30][31].